# Abseudrapa
Abseudrapa är ett släkte av fjärilar. Abseudrapa ingår i familjen nattflyn.
Kladogram enligt Catalogue of Life:
| Abseudrapa | \| \| Abseudrapa lancinata \| \| \| \| \| \| Abseudrapa metaphaearia \| \| \| \| |
|            | \| \| Abseudrapa lancinata \| \| \| \| \| \| Abseudrapa metaphaearia \| \| \| \| |
|            | Abseudrapa lancinata                                                             |
|            |                                                                                  |
|            | Abseudrapa metaphaearia                                                          |
|            |                                                                                  |